# PROM-1
PROM-1 (ПРОМ-1) — противопехотная выпрыгивающая осколочная мина кругового поражения.
Была разработана в Югославии. Своё происхождение ведет от немецкой выпрыгивающей мины SMI-35 времён Второй Мировой войны. При срабатывании взрывателя огонь пламени воспламеняет пороховой замедлитель, который по запальной трубке поджигает вышибной заряд, состоящий из шашки чёрного пороха. Последний, выбрасывает на высоту около 70-80 сантиметров боевой снаряд мины. Срабатывание мины после подпрыгивания происходит под воздействием натяжного тросика, один конец которого закреплён на днище мины, а второй за внутренний взрыватель. Если мина не взлетела на нужную высоту, то взрыва не происходит совсем. Поражение наносится осколками корпуса мины. Мина, взрываясь на уровне 70-80 сантиметров, поражала осколками даже бойцов, лежащих на земле.
Экспортировалась в Анголу, Ирак и Намибию, состояла на вооружении Югославской Народной Армии.
В настоящее время (2009 г.) мина PROM-1 не производится.

## ТТХ
- Корпус — чугун
- Масса — 3 кг
- Масса ВВ (тротил+гексоген по 50 %) — 425 г
- Высота (по взрывателю) — 26 см

- Диаметр — 7,5 см
- Взрыватель — UPROM-1
- Длина датчика цели (натяжной провод) — 16 м
- Диаметр датчика цели нажимного действия — 6,5 см
- Радиус поражения — до 20 м
- Температурный диапазон применения: от −30 до +30 °C